# Beijing X7
Beijing X7 – samochód osobowy typu SUV klasy średniej pod chińską marką Beijing od 2020 roku.

## Historia i opis modelu

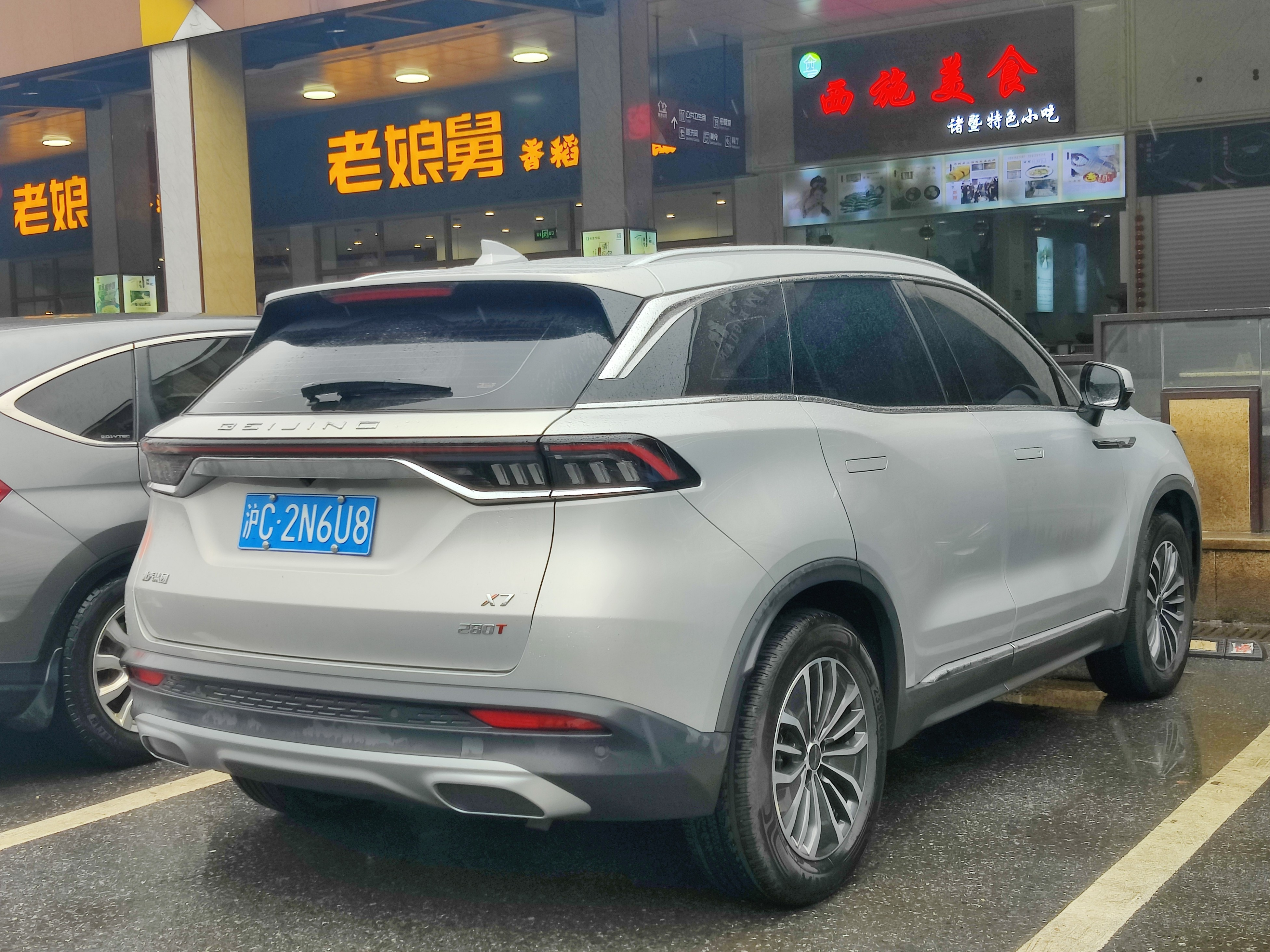
Beijing X7 - tył

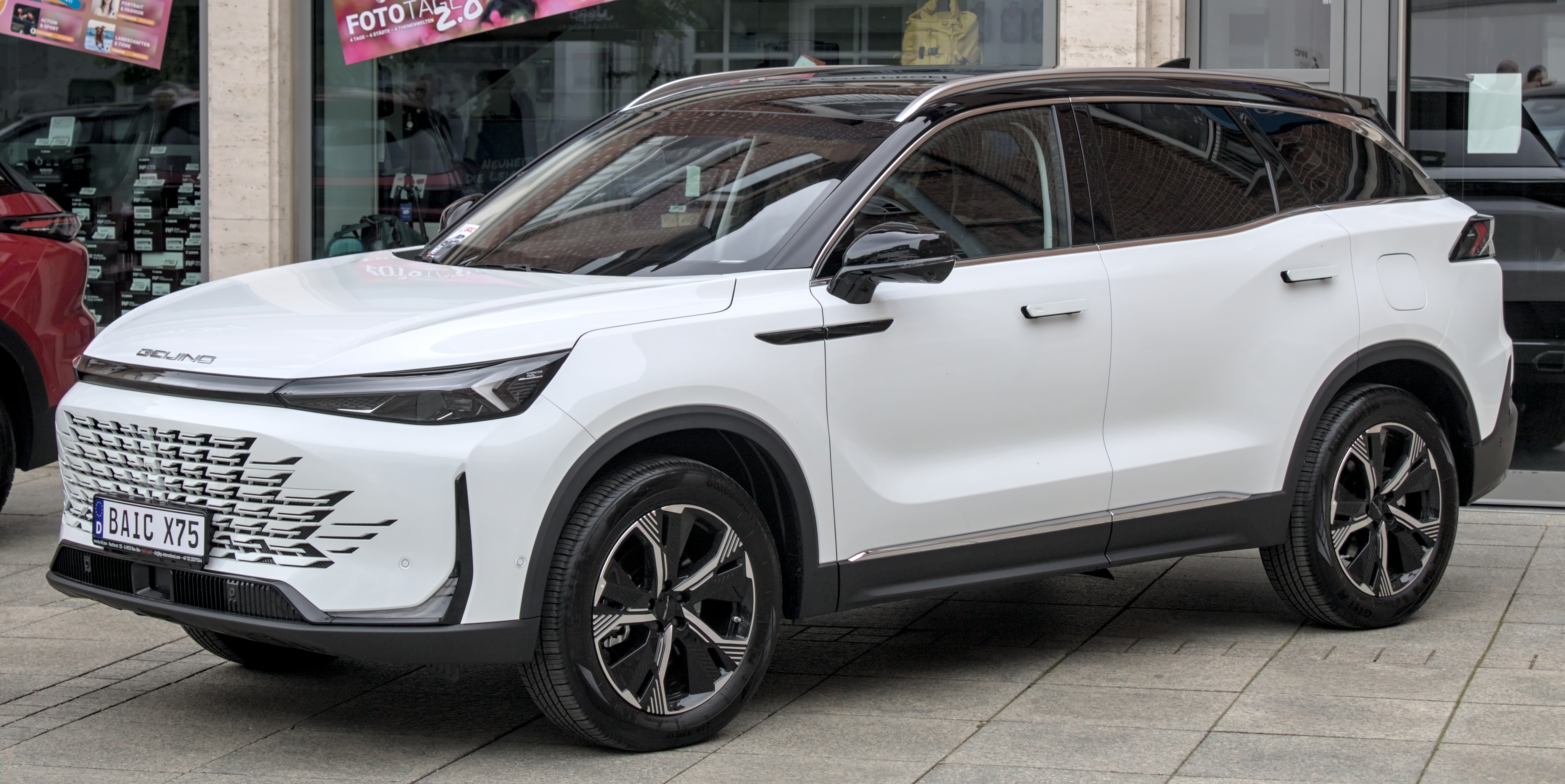
Beijing X7 po liftingu

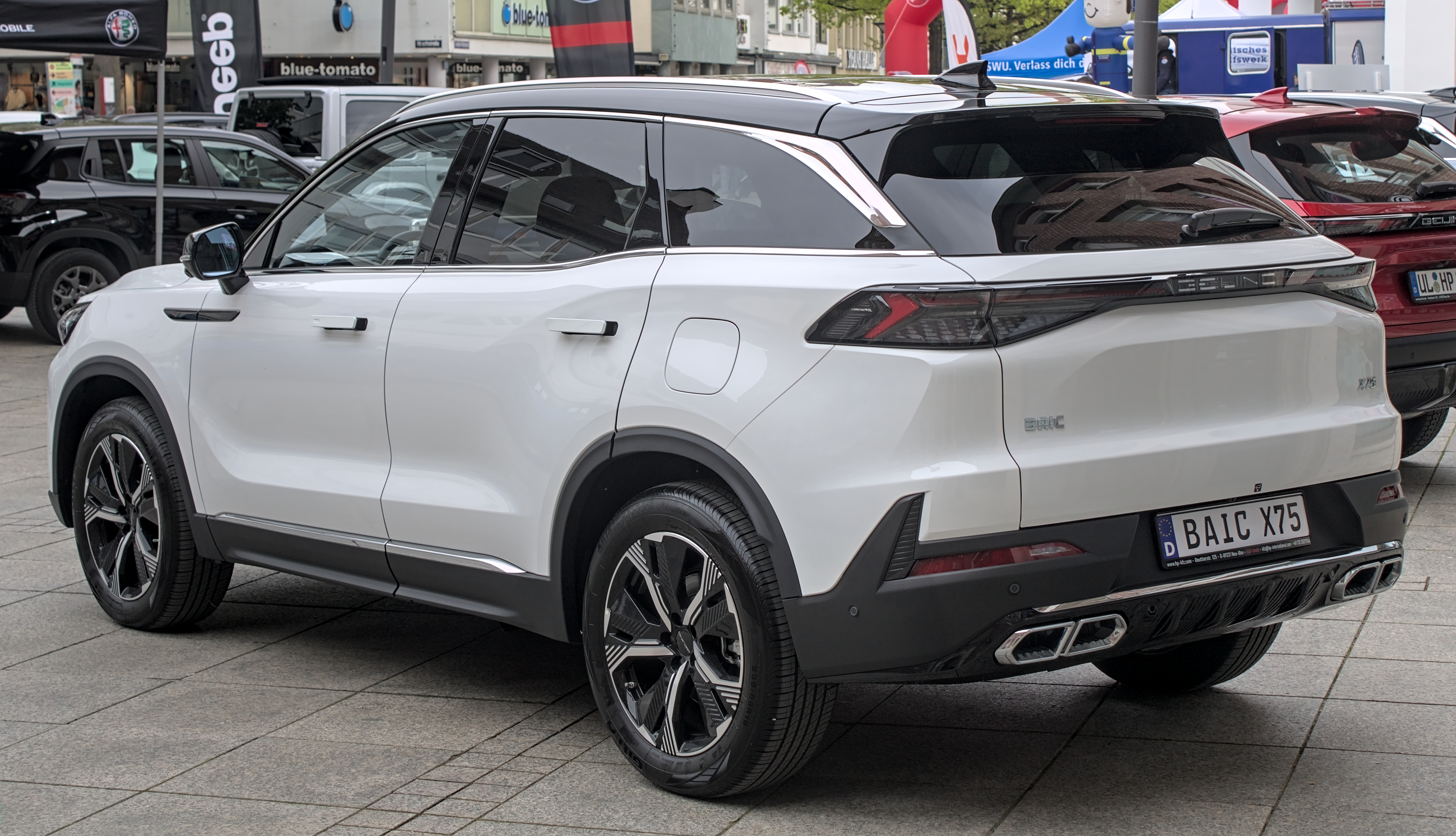
Beijing X7 - tył po liftingu

W kwietniu 2020 roku chiński koncern BAIC Group przedstawił nową markę Beijing, która została zainaugurowana przy okazji zupełnie nowego modelu X7. Pojazdy przyjął postać awangardowo stylizowanego, średniej wielkości SUV-a opartego na nowej, modułowej platformie BMFA.
Samochód utrzymano w języku stylistycznym akcentującym trapezoidalny wlot powietrza, a także agresywnie stylizowane reflektory połączone chromowaną poprzeczką. Innymi charakterystycznymi detalami zostały schowane klamki, a także zadarte ku górze przetłoczenie przy tylnych nadkolach.
W kabinie pasażerskiej producent zastosował trzy kolorowe wyświetlacze o dużej rozdzielczości, z czego pierwszy zastąpił klasyczne wskaźniki, a kolejne dwa umieszczono w konsoli centralnej w celu sterowania klimatyzacją oraz systemem multimedialnym czy nawigacją i radiem.

### X7 PHEV
We wrześniu 2020 roku gamę Beijinga X7 poszerzył wariant spalinowo-elektryczny w postaci hybrydy typu plug-in. Beijing X7 PHEV napędzany jest przez turbodoładowany, 1,5-litrowy silnik benzynowy, który razem z silnikiem elektrycznym rozwija łączną moc 166 KM. Bateria o pojemności 17,28 kWh umożliwia ładowanie z gniazdka i przejechanie maksymalnie 83 kilometry w trybie elektrycznym według procedury pomiarowej NEDC.

### Lifting
W kwietniu 2023 Beijing X7 przeszedł obszerną restylizację ograniczoną wstepnie do rynku chińskiego, która przyniosła zmiany w wyglądzie zewnętrznym oraz wewnętrznym. Pas przedni zyskał ostrzej ukształtowane reflektory, a także większy i rozleglejszy przedni wlot powietrza. Przemodelowane zostały także lampy tylne, a ponadto - miejsce na tablicę rejestracyjną przeniesiono na tylny zderzak.

### Sprzedaż
Beijing X7 został zbudowany w pierwszej kolejności z myślą o wewnętrznym rynku chińskim, gdzie sprzedaż rozpoczęła się wiosną 2020 roku. W styczniu 2022 ruszył eksport na potrzeby państw z regionu Bliskiego Wschodu. 3 lata później, przy okazji restylizacji i poszerzenia zasięgu rynkowego o kolejny duży rynek, Beijing rozpoczął sprzedaż X7 także w Rosji pod nazwą BAIC X7 (w 2024 skorygowaną na BAIX X75), razem z lokalną produkcją w zakładach Awtotor w Królewcu. W grudniu 2023 oficjalne polskie przedstawicielstwo BAIC Motor uruchomiło z kolei sprzedaż pod nazwą BAIC Beijing 7.

### Silnik
- R4 1.5l A151
- R4 1.5l PHEV